# Saint-Armel (Morbihan)
Saint-Armel è un comune francese di 859 abitanti situato nel dipartimento del Morbihan nella regione della Bretagna. Il comune, posto sulla penisola di Rhuys, si affaccia sulla costa del golfo di Morbihan.

## Società

### Evoluzione demografica
Abitanti censiti